# Nottingham Open 1997
Il Nottingham Open 1997 è stato un torneo di tennis giocato sull'erba. È stata l'11ª edizione del Nottingham Open, e faceva parte della categoria ATP World Series nell'ambito dell'ATP Tour 1997. Si è giocato al Nottingham Tennis Centre di Nottingham in Inghilterra, dal 16 al 23 giugno 1997.

## Campioni

### Singolare
Greg Rusedski ha battuto in finale  Karol Kučera con il punteggio di 6–4, 7–5

### Doppio
Ellis Ferreira /  Patrick Galbraith hanno battuto in finale  Danny Sapsford /  Chris Wilkinson con il punteggio di 4–6, 7–6, 7–6